# Barres de simi

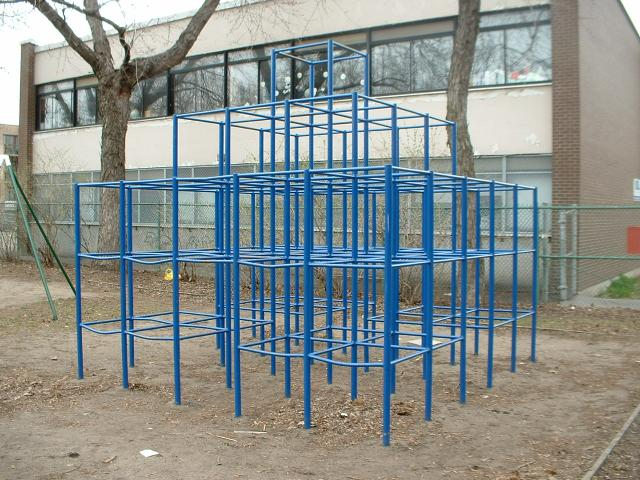
Unes barres de simi tradicionals

Les barres de simi o laberint grimpador són una peça d'equipament de pati o de zona de jocs infantil feta de moltes peces de material, com tubs de metall o cordes, en què els participants poden enfilar-se, penjar-se, asseure's, i en certes configuracions lliscar.

## Història

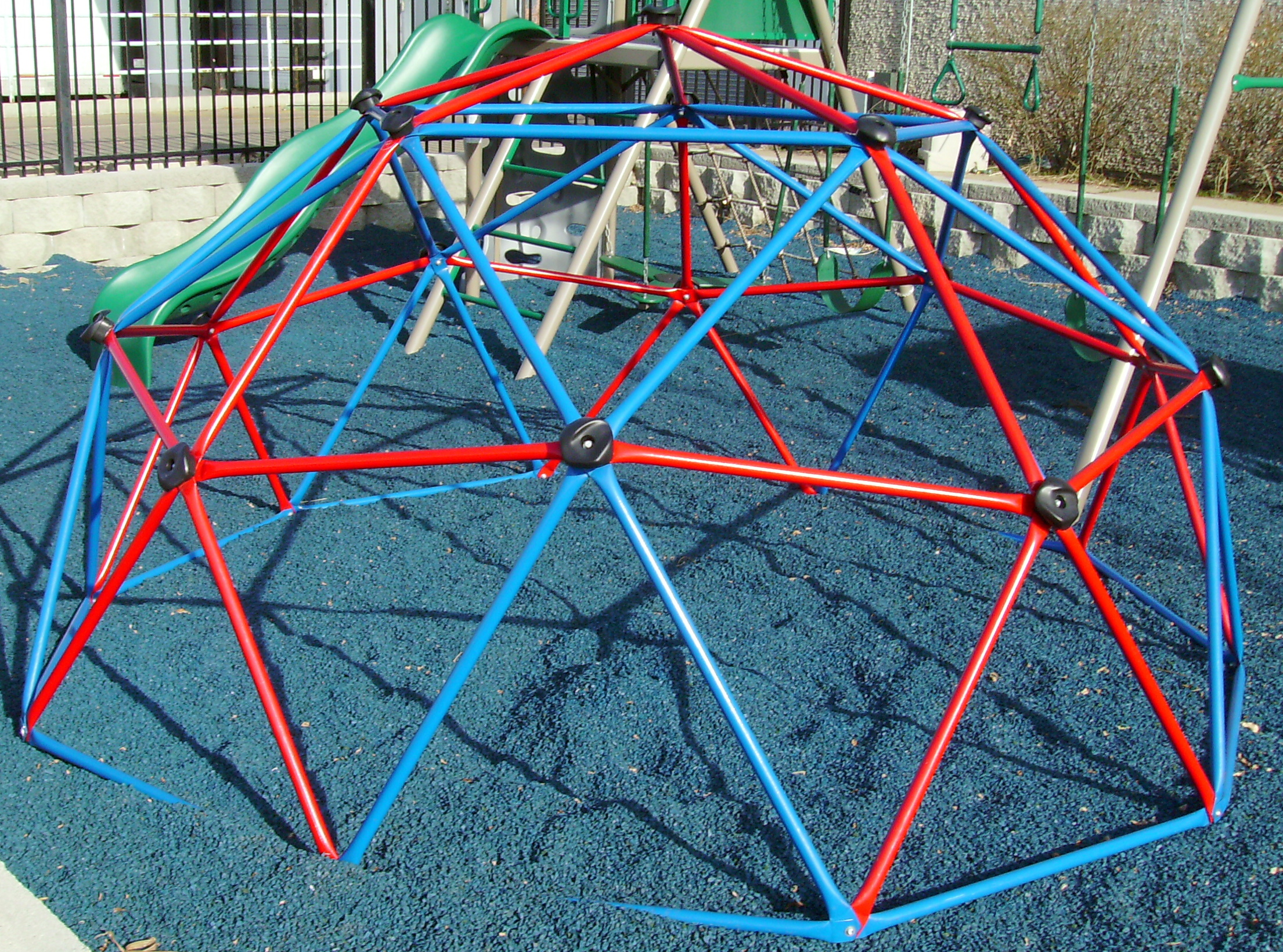
Unes barres de simi en forma de cúpula

Les primeres barres de simi van ser inventades el 1920 i patentades per l'advocat Sebastian Hinton, a Chicago. Van ser venudes sota la marca registrada Junglegym. Apareixen tan lluny ençà com els anys 1930. La patent inicial de Hinton del 1920 apel·lava a l'«instint de simi» afirmant els beneficis de fer fer exercici als nens, i les seves patents de millora posteriors a aquell any es refereixen als simis que sacsegen les barres d'una gàbia, als nens que es gronxen en una "pista de simis", i al joc de "monkey tag". El pare de Hinton, el matemàtic Charles Hinton, havia construït una estructura similar de bambú quan Sebastian Hinton era un nen; L'objectiu del seu pare era de permetre als nens arribar a una comprensió intuïtiva de l'espai tridimensional mitjançant un joc en el qual es designava els nombres dels eixos x, y i z, i cada nen provava de ser el primer a assolir el punt d'unió dels paràmetres indicats pel pare. Així, l'abstracció del sistema de coordenades cartesianes podria ser copsada com a nom d'un punt tangible en l'espai.

El segon prototip de Hinton encara és a Crow Island School.

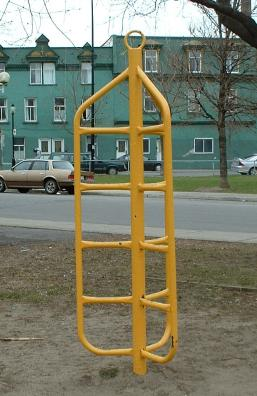
Unes barres de simi petites
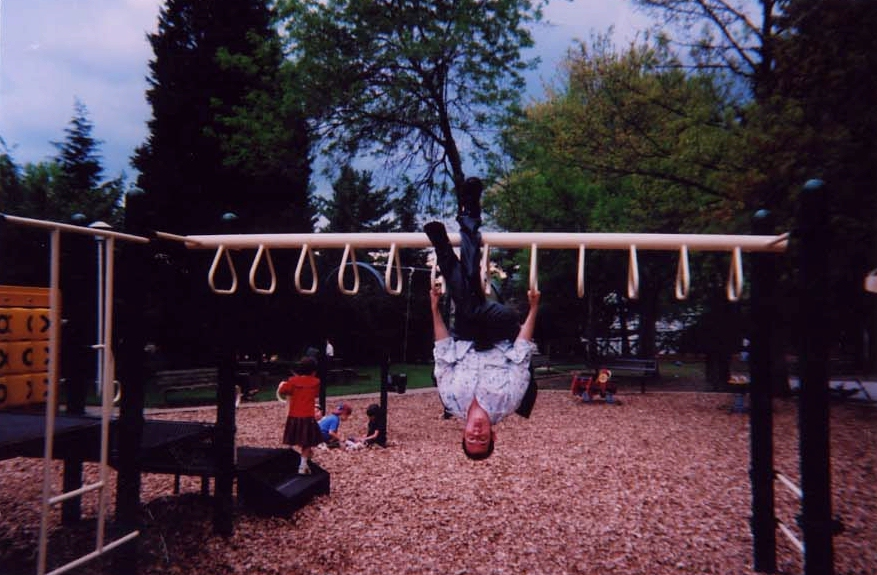
Suspensió en unes barres de simi
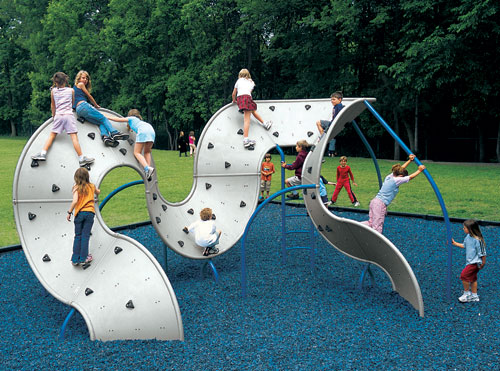
Estructures d'escalada inspirades en la veta de Möbius
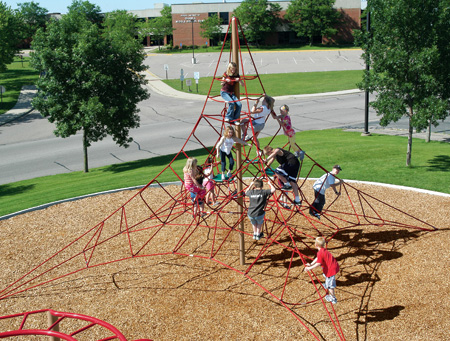
Estructures d'escalada en cordat tridimensional tetraèdric
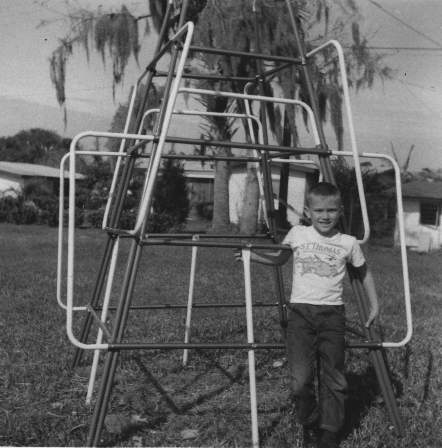
Nen davant unes barres de simi, 1967
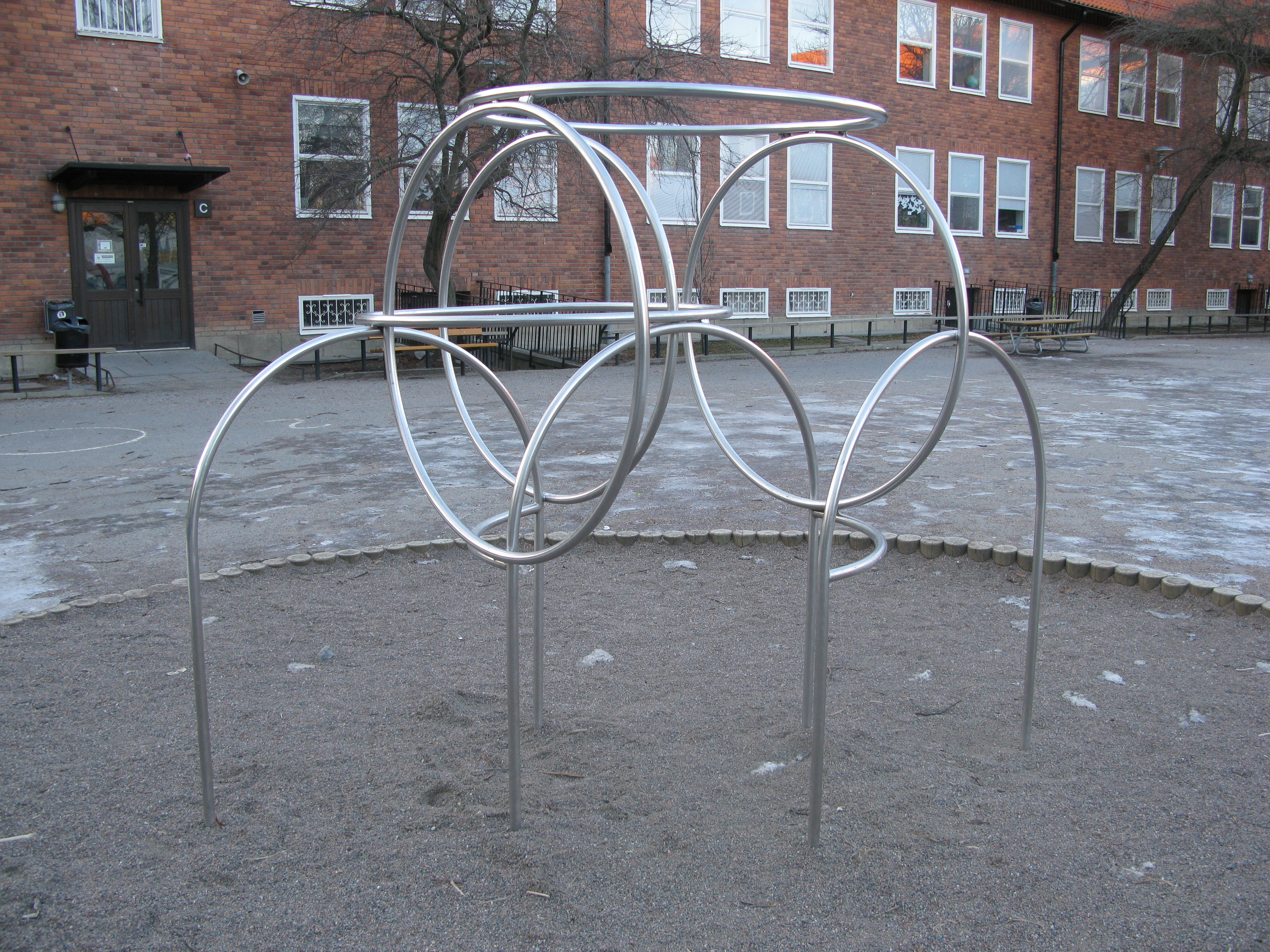
Barres de simi en un pati d'escola a Gärdet a Stockholm a Suècia el 2012
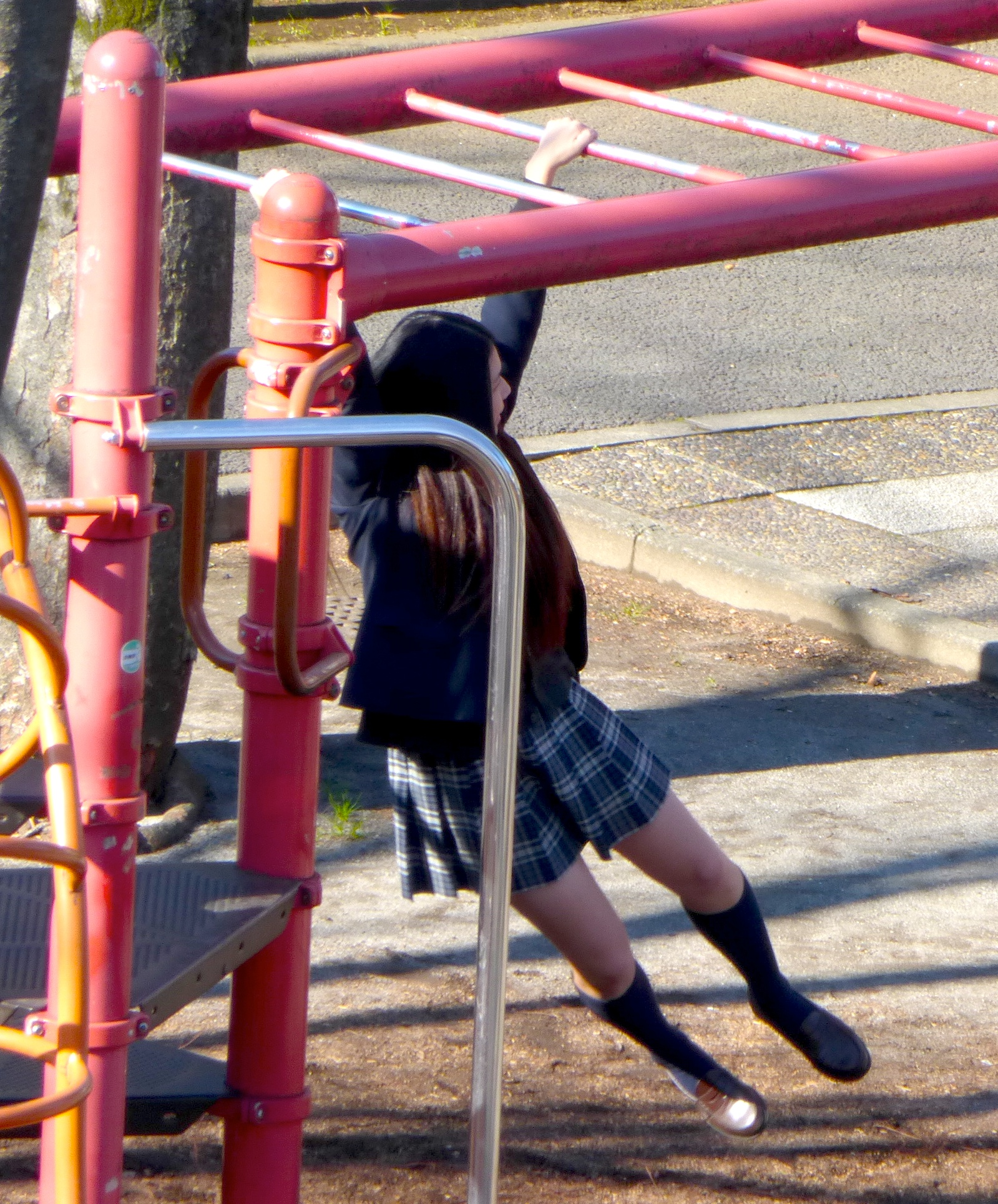
Alumna japonesa en unes barres de simi (雲梯), 2014.
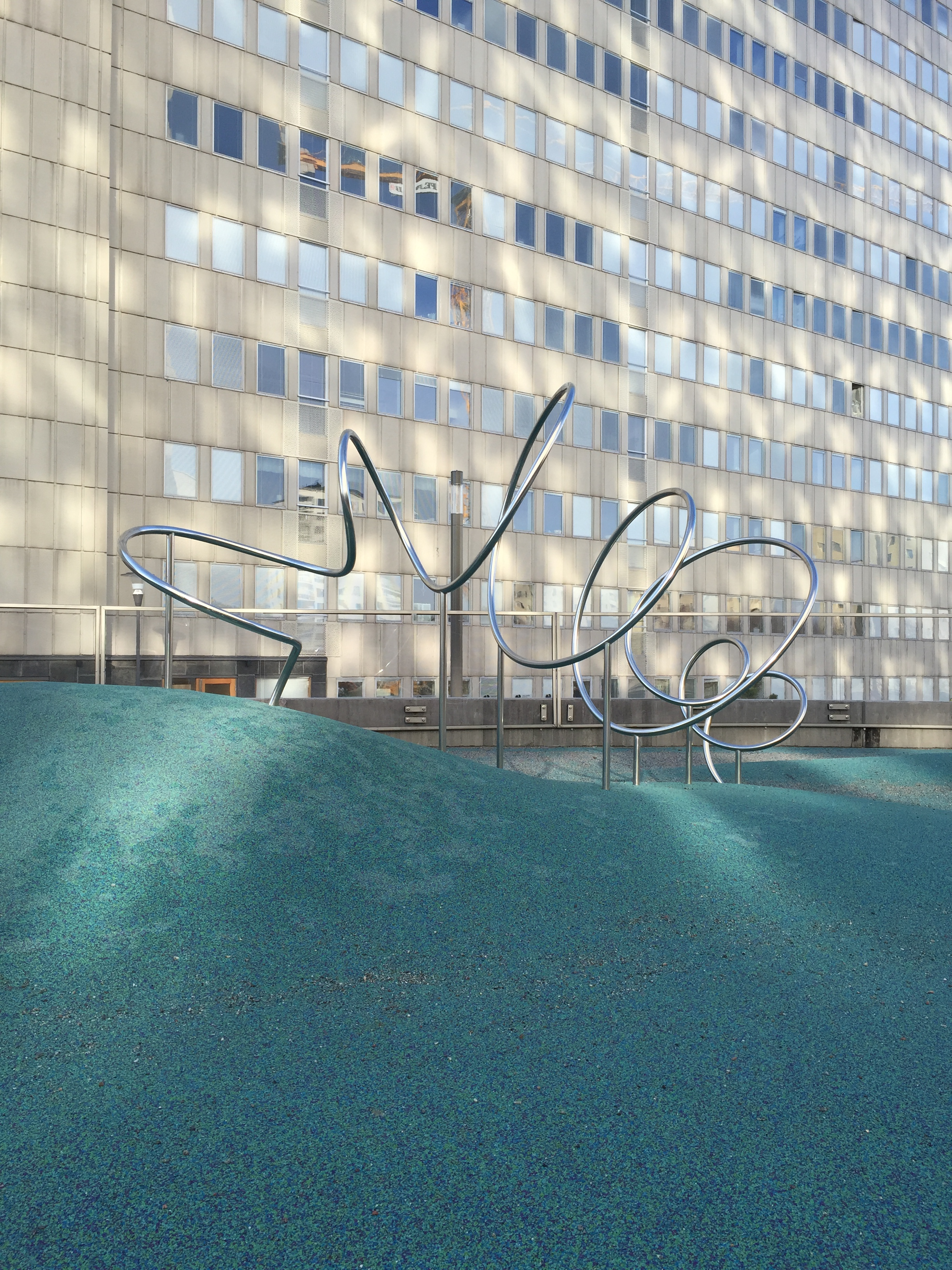
Barres de simi a Råcksta a Stockholm, a Suècia el 2016
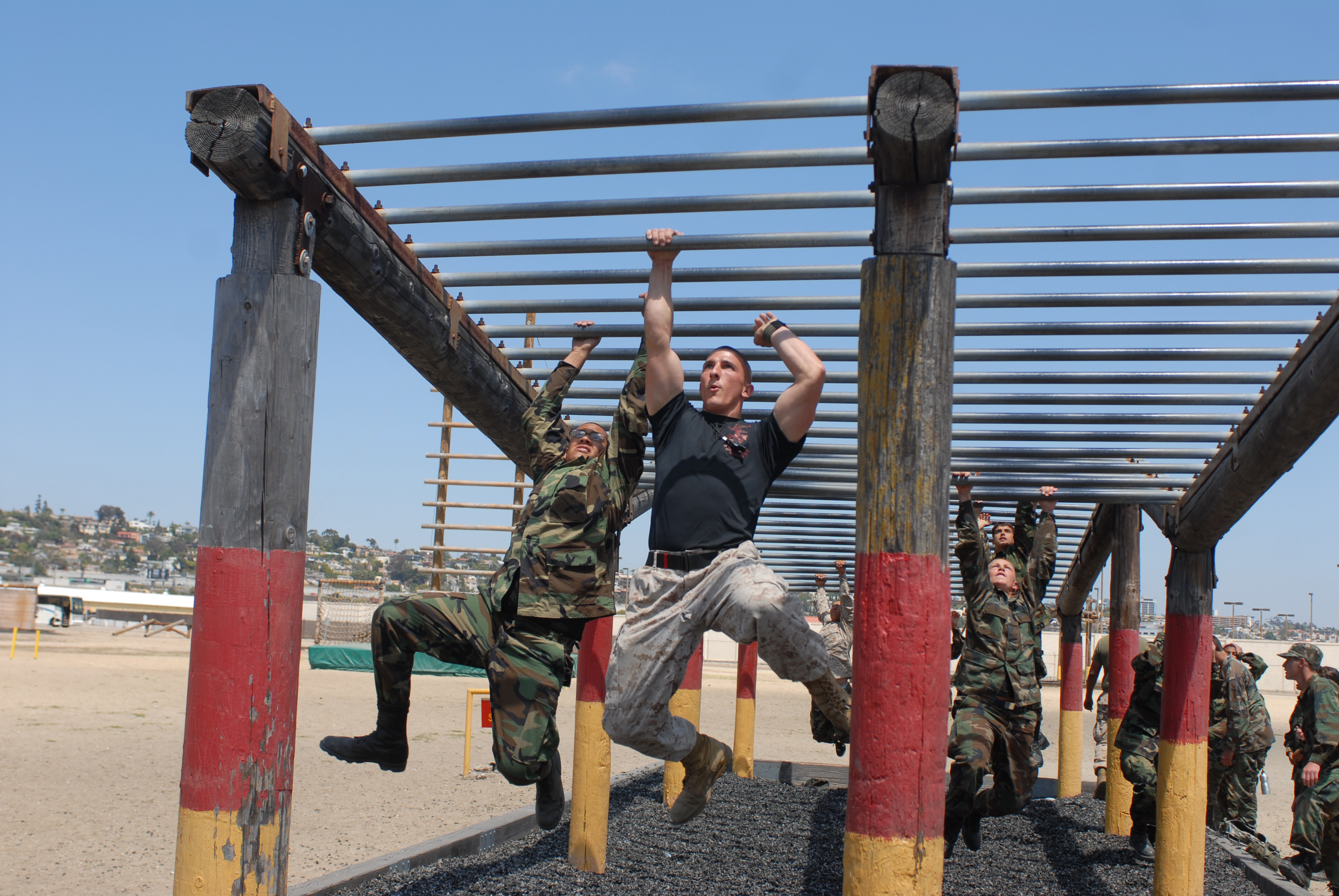
Variant per a exercicis militars

## Seguretat
Per a reduir el risc de lesió de caigudes, els espais on hi ha barres de simi tenen sovint una capa gruixuda d'estelles o d'altre material a terra que absorbeix la caiguda. El Consell de Seguretat Nacional dels Estats Units recomana que hi hagi un gruix d'almenys 12 polzades (30 cm) d'aquest material.